# Ідол (телесеріал)
«Ідол» (англ. The Idol) — американський драматичний телесеріал 2023 року, створений Абелем «The Weeknd» Тесфає, Резою Фахімом та Семом Левінсоном. Сюжет розповідає про починаючу кар'єру поп-ідола Лілі-Роуз Депп та її складних стосунках із лідером культу самодопомоги Тедросом (Тесфає). У ролях другого плану знялися Сюзанна Сон, Трой Сіван, Мозес Самні, Джейн Адамс, Ден Леві, Дженні Рубі Джейн, Елі Рот, Рейчел Сеннотт, Гарі Неф, Да'Вайн Джой Рендолф, Майк Дін, Ремсі та Генк Азарія. Серіал став також останньою телевізійною появою Енн Гейч, яка померла 11 серпня 2022 року.
Прем'єра перших двох епізодів «Ідола» відбулася 22 травня 2023 року на 76-му Каннському кінофестивалі, де його розкритикували за відвертий сексуальний вміст і тематику. Його почали транслювати на HBO 4 червня 2023 року.

## Сюжет
«Ідол» розповідає про Джоселін (Лілі-Роуз Депп) — починаючого поп-ідола, яка після нервового зриву внаслідок скасування її останнього туру, вирішує повернути собі титул найсексуальнішої поп-зірки Америки та починає складні стосунки з Тедросом (Абель «The Weeknd» Тесфає), гуру самодопомоги та лідера сучасного культу.

## Актори та персонажі

### У головних ролях
- Абель Тесфає — Тедрос, гуру самодопомоги, лідер сучасного культу, що має темне минуле[9].
- Лілі-Роуз Депп — Джоселін, перспективна молода поп-ідолка та кохання Тедроса.
- Сюзанна Сон — Хлоя, послідовниця Тедроса
- Трой Сіван — Ксандер, креативний директор Джоселін.
- Джейн Адамс — Ніккі Кац, керівниця звукозаписного лейбла

#### Другорядні ролі
- Дженні Рубі Джейн — Діанна, танцівниця Джоселін
- Рейчел Сеннотт — Лея, найкраща подруга й помічниця Джоселін
- Харі Неф — Талія, письменниця Vanity Fair
- Мозес Самні — Ізак, послідовник Тедроса
- Да'Він Джой Рендольф — Дестіні, співменеджер Джоселін
- Генк Азарія — Хаїма, співменеджер Джоселін

#### Епізодичні ролі
- Елай Рот — Ендрю Фінкельштейн, представник Live Nation
- Мелані Лібурд — Дженна
- Карл Ґлусман — Роб
- Ден Леві — Бенджамін, прес-секретар Джоселін
- Алекса Демі — камео
- Майк Дін — камео

## Епізоди
| № серії | Назва серії                 | Режисер(и)   | Сценарист(и)                                                             | Оригінальна дата показу | Глядачів U.S. (млн) |
| --- | --------------------------- | ------------ | ------------------------------------------------------------------------ | ----------------------- | ------------------- |
| 1 | «Pop Tarts & Rat Tales»     | Сем Левінсон | Телеверсія: Сем Левінсон, Сюжет: Абель Тесфає, Реза Фахім і Сем Левінсон | 4 червня 2023           | Буде визначено      |
| Після того, як її останній тур був скасований через нервовий зрив, поп-співачка Джоселін готується до випуску свого повернення записуючи сингл — знімає обкладинку, відпрацьовує хореографію та дає інтерв'ю журналістці часопису «Vanity Fair Талії. Без відома Джоселін непристойне селфі просочується в Інтернет. Внаслідок цього її команда, включаючи менеджерів Хаїма та Дестіні, керівника звукозаписної компанії Ніккі, представника «Live Nation» Ендрю та журналіста Бенджаміна, готує відповідь для відновлення її репутації. Пізніше Джоселін відвідує нічний клуб зі своєю найкращою подругою та помічницею Леєю, креативним директором Ксандером і танцівницею Даян, де вона зустрічає власника закладу Тедроса, з яким намагається відразу поговорити. Не слухаючи Леї, Джоселін запрошує Тедроса до себе додому. Виконуючи її нову пісню "World Class Sinner", Джоселін і Тедрос сумніваються в її автентичності, під час якої Тедрос починає прелюдію. |                             |              |                                                                          |                         |                     |
| 2 | «Double Fantasy»            | Сем Левінсон | Телеверсія: Сем Левінсон, Сюжет: Абель Тесфає, Реза Фахім і Сем Левінсон | 11 червня 2023          | Буде визначено      |
| 3 | «Daybreak»                  | Сем Левінсон | Телеверсія: Сем Левінсон, Сюжет: Абель Тесфає, Реза Фахім і Сем Левінсон | 18 червня 2023          | Буде визначено      |
| 4 | «Stars Belong to the World» | Сем Левінсон | Телеверсія: Сем Левінсон, Сюжет: Абель Тесфає, Реза Фахім і Сем Левінсон | 25 червня 2023          | Буде визначено      |

## Виробництво

### Розроблення
29 червня 2021 року Weeknd оголосив, що разом із Резою Фахімом та Семом Левінсоном він створить, спродюсує та напише сценарій драматичного серіалу для HBO. Того ж дня Ешлі Левінсон та Джозеф Епштейн були оголошені виконавчими продюсерами серіалу, а Епштейн також оголошений сценаристом і шоуранером серіалу. Мері Лоуз також була оголошена сценаристом та співвиконавчим продюсером разом із співменеджером Tesfaye Вассімом Слейбі і його креативним директором Ла Мар Тейлор . Режисером та виконавчим продюсером стала Емі Займетц .
22 листопада HBO замовив серіал на перший сезон, що складається з шести епізодів. 14 січня 2022 року Deadline Hollywood повідомив, що Нік Холл приєднався до виробництва виконавчим продюсером після того, як він перейшов до A24, щоб відповідати за креативну політику для телевізійної програми компанії.

### Кастинг
У початковому оголошенні Тесфає повідомив, що він зніметься в серіалі. 29 вересня 2021 року повідомлялося, що Лілі-Роуз Депп підписала контракт на виконання головної жіночої ролі разом із Тесфає. 22 листопада Сюзанна Сон, Стів Зіссіс і Трой Сіван приєдналися до основного акторського складу, а Мелані Лібурд, Тунде Адебімпе, Елізабет Берклі, Ніко Хірага та Енн Гейч були оголошені як повторювані персонажі. 2 грудня Джулібет Гонсалес приєдналася до акторського складу як постійна акторка серіалу, тоді як Майя Ешет, Тайсон Ріттер, Кейт Лін Шейл, Ліз Карібель Сьєрра та Фінлі Роуз Слейтер отримали повторювані ролі.
25 квітня 2022 року «Variety» повідомило, що серіал запланований на доопрацювання із «кардинальними» змінами в акторському складі та творчих напрямках. 27 квітня Deadline Hollywood повідомив, що Сон, Зіссіс і Гонсалес не будуть зніматися в проєкті. У липні до акторського складу приєдналися актори Рейчел Сеннотт і Харі Неф, а також Дженні Рубі Джейн. Крім того, Мозес Самні, Джейн Адамс, Ден Леві, Елі Рот, Да'Вайн, Джой Рендольф, Майк Дін, Ремсі та Генк Азарія були підтверджені акторським складом 21 серпня у другому тизері. 1 березня 2023 року часопис Rolling Stone повідомив, що Сон і Сіван залишилися в акторському складі, незважаючи на значні зміни.

### Зйомки
Основні зйомки розпочалися в листопаді 2021 року в Лос-Анджелесі та його околицях, Каліфорнія. Виробництво було тимчасово призупинено у квітні 2022 року через те, що Тесфає недовгий час був співхедлайнером фестивалю музики та мистецтв Coachella Valley разом зі Swedish House Mafia. 25 квітня «Variety» повідомило, що Займец покинув проєкт, не дивлячись на те, що приблизно 80 % серіалу вже було знято. HBO оприлюднив заяву після відходу Займеца, в якій говориться: «Креативна команда „Ідола“ обговорила для удосконалення та розвитку цього шоу, і вони вийшли на новий творчий напрямок. Буде дещо змінено акторський склад і знімальну групу, відповідно, щоб якнайкраще відповідати цьому новому підходу до проєкту. Ми з нетерпінням чекаємо можливості поділитися додатковою інформацією незабаром.»
Повідомляється, що Левінсон взяв на себе режисерські обов'язки Займеца. Згідно з IndieWire та іншими джерелами, Тесфає хотів пом'якшити «культовий» аспект сюжету хвилюючись через те, що шоу «надто сильно демонструючи жіночу точку зору». Левінсон перезняв і переписав сценарій серіалу, відмовившись від підходу Займец до розвитку історії — висхідна зірка стала жертвою хижака поп-індустрії та бореться за повернення свого власного агентства — щоб замість цього зобразити історію кохання з більшим акцентом на сексуальному змісті і нагота.
Виробництво було відновлено наприкінці травня 2022 року та знову призупинено на початку липня, коли Тесфає розпочав свій тур After Hours til Dawn Tour. Основні сцени «Ідола» були зняті у вересні на стадіоні SoFi в Інглвуді, штат Каліфорнія, під час туру Тесфає. Про зйомку глядачів повідомили ще до початку концерту.

## Музика
Саундтрек серіалу «The Idol Vol. 1», вийде 30 червня 2023 року. Саундтрек включатиме пісні, створені самим Weeknd і учасником акторського складу Майком Діном. « Double Fantasy» (за участю Future) було випущено як головний сингл із саундтреку 21 квітня 2023 року, а 2 червня 2023 року було випущено другий сингл «Popular» із цього саундтреку. Це спільний проєкт із Playboi Carti та Мадонною .

## Реліз
Прем'єра відбулася поза конкурсом на 76-му Каннському кінофестивалі 22 травня 2023 року, де серіал отримав п'ятихвилинні овації після показу перших двох епізодів. Тоді ж Сем Левінсон оголосив, що дія шоу відбувається в тому ж середовищі, що й його інше шоу HBO, Ейфорія. Це п'ятий телевізійний серіал, який буде показано на фестивалі після Карлоса, Занадто старий, щоб померти молодим, Твін Пікса та Ірма Веп.
Серіал почав транслюватися на американському кабельному телеканалі HBO та потоковому сервісі «Max» 4 червня 2023 року.

## Реакція

### Критика
«Ідол» отримав загалом негативні відгуки критиків. На веб-сайті-агрегаторі рецензій Rotten Tomatoes рейтинг серіалу становить 25 % на основі 16 відгуків критиків із середньою оцінкою 3,1/10. Консенсус сайту звучить так: «Такий же розкішний і неохайний, як і вся індустрія, яку він прагне висміяти, „Ідол“ підносить себе на п'єдестал із неприборканим стилем, але губиться під світлом софітів».
На Metacritic, який призначає середньозважену оцінку серіалові 24 бали зі 100 на основі 11 оглядів із зазначенням «загалом несприятливих відгуків».
У своїй рецензії для Vanity Fair після прем'єри перших двох епізодів у Каннах Річард Лоусон описав «Ідола» як «непристойну історію про секс, яка давліє над сюжетом…» Лоусон захоплювався грою Деппа та акторського складу другого плану, і зрештою зробив висновок: «„Ідол“ пропонує достатньо регулярних старих розваг, щоб урівноважити його агресивну пиху тематичних амбіцій [Левінсона]. Тільки не підходьте до перших двох епізодів з очікуванням, що ви побачите щось вражаюче та трансгресивне. Можливо, ці речі з'являться в наступних епізодах, але наразі „Ідолу“ далеко до „сучасного хіт-радіо“, так званого топ-40…»
Зазначаючи, що «намагаючись бути трансгресивним, шоу зрештою стає регресивним», Ловія Г'ярке з The Hollywood Reporter зауважила: «Ідол демонструє проблиски потенціалу, коли він перестає так старанно шокувати. Сцени сексу Деппа та Тесфає не тільки напружують але й вбивають будь-яке відчуття еротики. Настає полегшення, коли сюжет переключається від них і зосереджується на боротьбі Джосейлн за повернення […] Коли ми бачимо, як молода зірка намагається знову присвятити себе музиці — під час розмов з Тедросом або в ході фізично виснажливих музичних репетицій починає здаватися, що сюжет нарешті одержує більш цікаву тезу замість того, щоб бути просто однією довгою рекламою проклятого досвіду».
У особливо несприятливій рецензії в часописі Rolling Stone Девід Фір описав перші два епізоди як «огидні, жорстокі, набагато довші, ніж мають бути, і набагато, набагато гірші, ніж ви могли очікувати», і поскаржився: «„Ідол“ обгортає все суперечливою моральною історією, яка свідчить про те, що музична індустрія розглядає молодих зірок так само, як вовки дивляться на червоних шапочок у казках, і дозволяє вам насолоджуватися тим самим хижим вуаєризмом із важким диханням […]». Пишучи для Vogue, Дуглас Грінвуд назвав серіал «розкішним горрор-шоу», високо оцінивши візуальний стиль і акторську гру, і зробив висновок: «Чи увійде „Ідол“ в історію як осічка високобюджетної мізогінії чи промовисте зображення жахливих атрибутів слави, швидше за все, залежатиме від того, з ким ви розмовляєте. Ті самі глядачі, які дуже полюбили Ейфорію […], ймовірно, зроблять те саме з цим серіалом. Це гучне, нахабне телебачення зробить саме те, що задумало: змусить людей говорити» .

### Відзнаки та нагороди
| Нагорода / Кінофестиваль           | Дата церемонії | Категорія                                       | Одержувач(і)                                            | Результат | Прим.  |
| ---------------------------------- | -------------- | ----------------------------------------------- | ------------------------------------------------------- | --------- | ------ |
| Премія Гільдії музичних керівників | 5 березня 2023 | Найкращий музичний супровід у трейлері — серіал | Декорація Сумандра, Грегорі Суїні — офіційний тизер № 3 | Номінація | [ 46 ] |
| Каннський кінофестиваль            | 27 травня 2023 | Queer Palm                                      | Сем Левінсон                                            | Номінація | [ 47 ] |